# Famille von Schönberg
 (novembre 2024).
Si vous disposez d'ouvrages ou d'articles de référence ou si vous connaissez des sites web de qualité traitant du thème abordé ici, merci de compléter l'article en donnant les références utiles à sa vérifiabilité et en les liant à la section « Notes et références ».
La famille von Schönberg (Littéralement Beaumont) est une famille de la noblesse saxonne dont on retrouve des traces écrites à partir du XIIIe siècle. Les membres de cette famille occupèrent de hautes fonctions en Saxe, en Thuringe et d'autres principautés allemandes, aussi bien au service des souverains que de l'Église. Neuf d'entre eux furent grands maîtres des forges, des mines et des forêts du duché de Saxe entre 1542 et 1761. Une branche se mit au service du royaume de France au XVIe siècle et au XVIIe siècle et francisa son nom en Schomberg. 

## Historique
Un Hugo de Sconenberg est cité dans les documents latins comme seigneur tenant du château fort de Rudelsburg, puis l'église abbatiale de l'abbaye d'Altzelle près de Nossen est leur nécropole familiale à partir de 1218 avec la chapelle Schönberg. C'est à partir de Sifrid von Schönberg, protecteur de cette abbaye cistercienne, que l'on peut faire remonter de façon ininterrompue l'arbre généalogique de la famille autour de 1280. Depuis cette époque les Schönberg ont leurs racines autour de Meissen et en Lusace, régions qu'ils n'ont jamais quittées sauf entre 1945 et 1989.
Leurs premiers domaines se situaient à Rothschönberg et Zschochau. Ils obtiennent au XIVe siècle en échange de leurs terres de Schellenberg (Augustusburg aujourd'hui) la seigneurie de Sachsenburg, jusqu'au XVIIe siècle, ainsi que le château de Purschenstein. Les terres de Reinsberg sont en leur possession en 1377, la seigneurie de Stollberg (de) entre 1473 et 1564, et la seigneurie de Pulsnitz en Lusace.
En 1945, les descendants de Sifrid von Schönberg étaient encore en possession du château de Rothschönberg (depuis 1300), de celui de Purchenstein (depuis avant 1389), de Reinsberg (1377), de Wilsdruff (1420), Limbach (1455), Herzogswalde (1445), Niederzwönitz (1473), Krummenhennersdorf (XVe siècle jusqu'au XVIIe siècle, puis à nouveau à partir de 1800), Thammenhain (1666), Bornitz (1669), Tanneberg, près de Triebischtal (1675), du château de Reichstädt (1717), du château de Kreiptizsch, près de Bad Kösen (1797) avec de nouveau le château de Rudelsburg, ainsi que les terres de Pfaffroda à la famille Diener von Schönberg, et celles de Mockritz, près de Dresde, à la famille Camp von Schönberg. 
Les Schönberg occupaient de hautes fonctions en Saxe auprès de la Maison de Wettin jusqu'en 1918. Ils furent maîtres des mines, conseillers, ministres, chambellans, maréchaux de la cour, officiers, etc. Leurs châteaux forts défendaient les marches et la Saxe.

## Armes

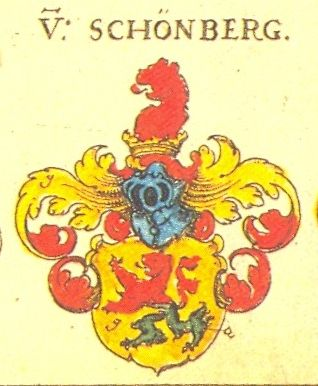
Armoiries de la famille von Schönberg

D'or au lion, coupé de gueules et de sinople.

## Personnalités

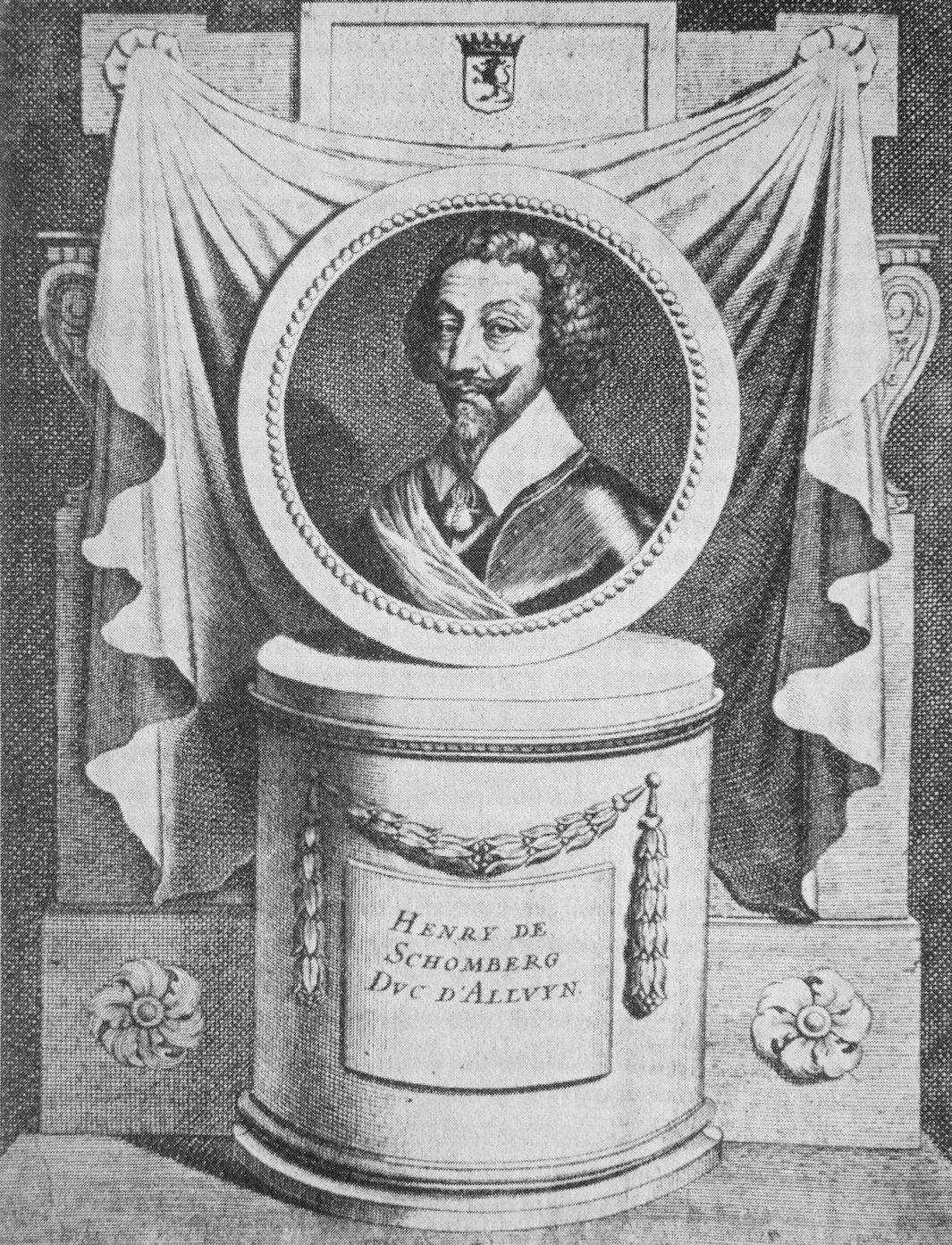
Portrait d'Henri de Schomberg

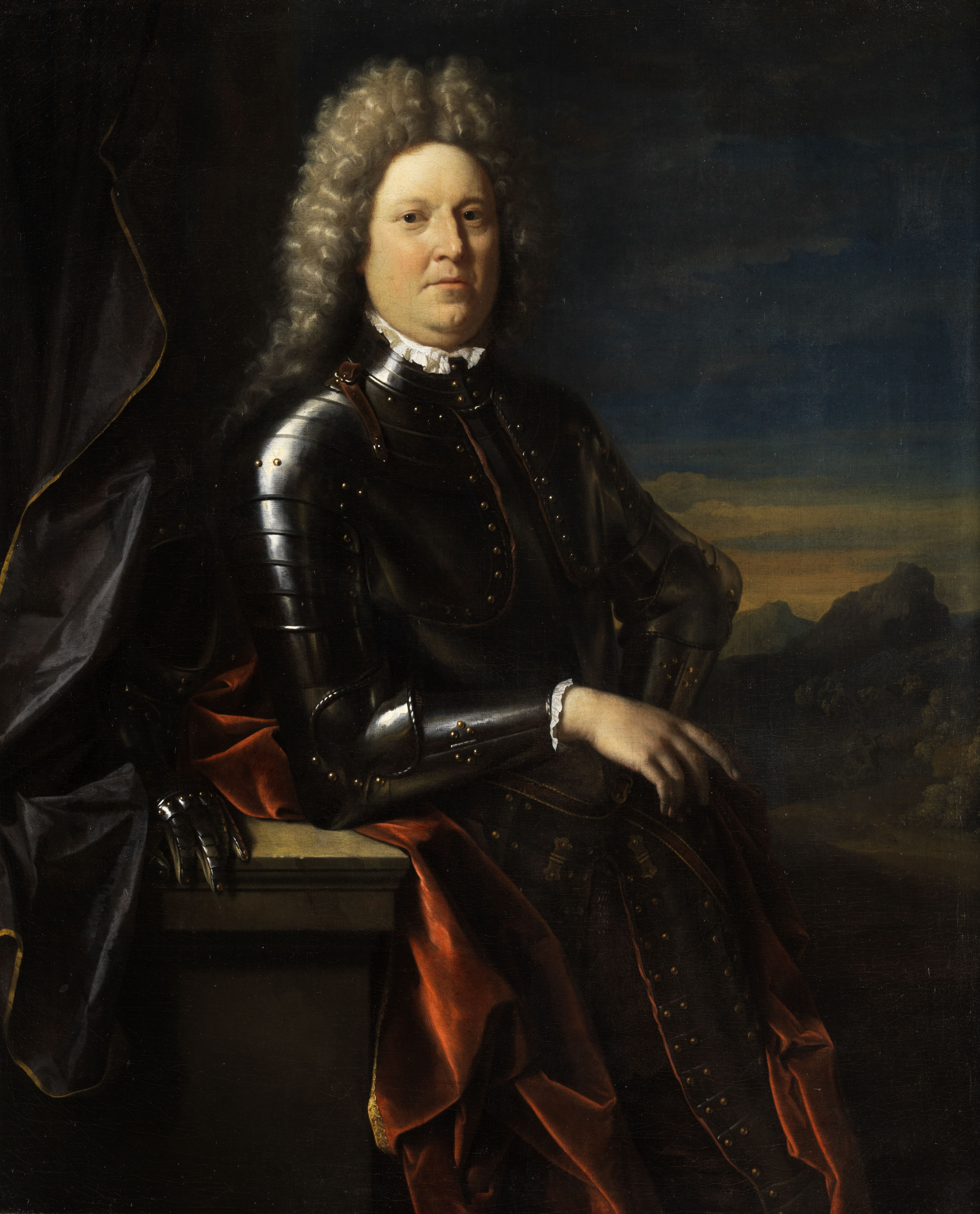
Portrait du duc de Schomberg

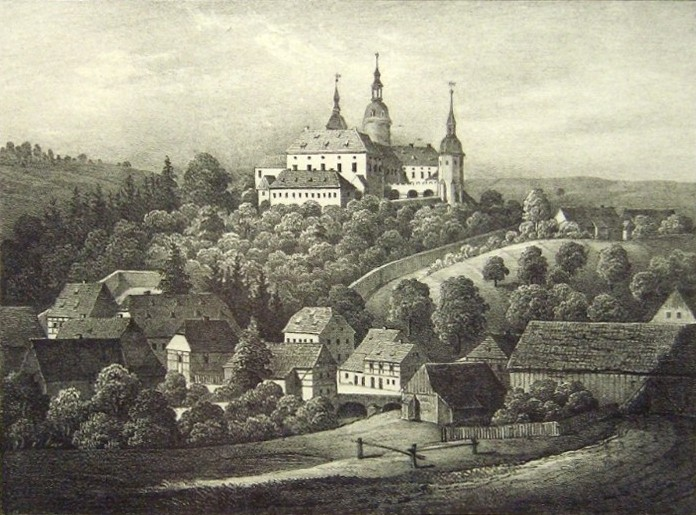
Château de Purschenstein vers 1841

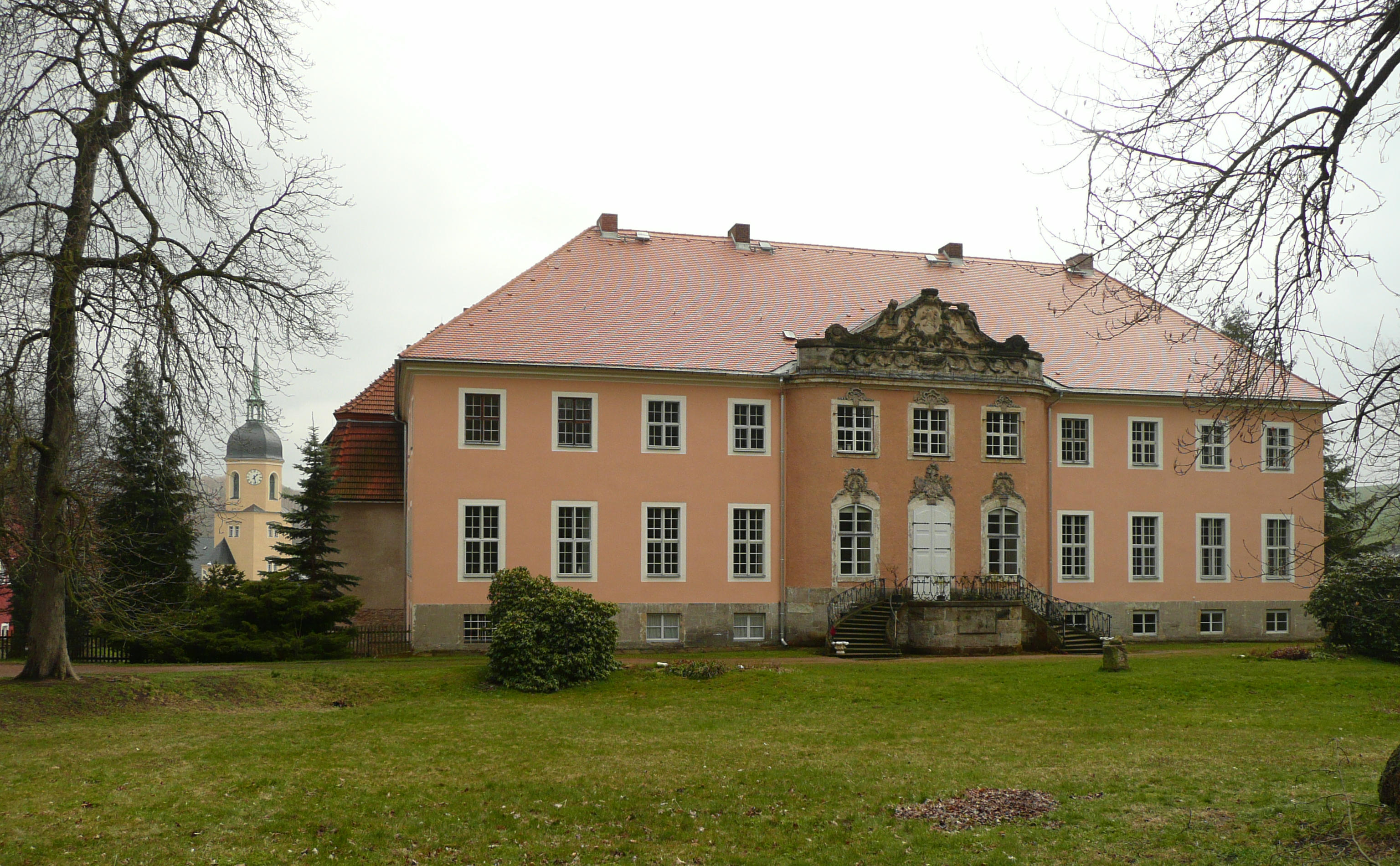
Château de Reichstädt

- Hommes d'Église

- - Caspar von Schönberg (de), évêque de Meissen de 1451 à 1463
  - Dietrich III von Schönberg, évêque de Meissen de 1463 à 1476
  - Dietrich IV von Schönberg, évêque de Naumburg de 1480 à 1492
  - Johann III von Schönberg, évêque coadjuteur, puis évêque de Naumburg de 1492 à 1517
  - Nikolaus von Schönberg (1472-1537), archevêque de Capoue, cardinal, légat pontifical, participe à deux conclaves
  - Antonius von Schönberg, frère du précédent, participe à la réforme protestante en Saxe
  - Joseph Anton von Schönberg (1672-1721), évêque de Trieste de 1720 à 1721
  - Lucas Sartorius von Schönberg (1679-1739), évêque de Trieste de 1723 à 1739
- Maîtres des mines et des forêts:
  - Wolf von Schönberg (1518-1584)
  - Georg Friedrich von Schönberg (1586-1650), inaugure la chapelle Sainte-Anne de la cathédrale de Freiberg comme nécropole familiale
  - Caspar von Schönberg (1621-1676), fait bâtir le château de Pfaffroda
  - Abraham von Schönberg (de) (1640-1711), à l'initiative de la fondation de l'académie des mines de Freiberg
- Branche française sous le nom de Schomberg:
  - Gaspard de Schomberg, comte de Nanteuil-le-Haudouin (1540-1599), général de l'armée du roi Henri IV de France et surintendant des finances
  - Henri de Schomberg (1574-1632), fils du précédent, surintendant des finances de Louis XIII, gouverneur du Languedoc maréchal de France
  - Charles de Schomberg (1601-1656), duc d'Halluin, fils du précédent, pair et maréchal de France, gouverneur du Languedoc, puis de Metz et des Trois-Évêchés
- Branche non-saxonne:
  - Hans Meinhard von Schönberg (1582-1616), maréchal de la cour de Frédéric V du Palatinat
  - Frédéric-Armand de Schomberg (1615-1690), fils du précédent, comte, puis duc de Schomberg, maréchal de camp et lieutenant-général du royaume de France, maréchal de France en 1675, puis généralissime de l'armée du roi de Prusse Frédéric-Guillaume
  - Ménard de Schomberg (1641-1719), fils du précédent, comte et général français
  - Charles de Schomberg (de) (1645-1693), frère du précédent, second duc de Schomberg, général, gouverneur de Magdebourg, puis combat contre la France entre 1691 et 1693. Il meurt à la bataille de La Marsaille
- Autres:
  - Johann Friedrich von Schönberg (de) (1543-1614), homme de lettres
  - Caspar von Schönberg (de) (1570-1629), président de la cour d'appel de Saxe
  - Adam Rudolph von Schönberg (de) (1712-1795), maître général des postes de Saxe, seigneur de Purschenstein et de Reichstädt
  - Helena Dorothea von Schönberg (de), née von Wallwitz, (1729-1799), pionnière de l'industrie textile et de la dentelle en Allemagne dans son domaine de Limbach
  - Gustav von Schönberg (de) (1839-1908), économiste prussien et allemand
  - Walter von Schönberg (de) (1861-1926), général prussien
  - Baron Rüdiger von Schönberg, juriste allemand

## Possessions
- Château de Frauenstein (de), possession des Schönberg de 1473 à 1647
- Château de Purschenstein
- Château de Reichstädt
- Château de Pfaffroda (de)
- Manoir de Niederzwönitz
- Château de Reinsberg